# Хозељец
Хозељец (слч. Hozelec) насељено је мјесто са административним статусом сеоске општине (слч. obec) у округу Попрад, у Прешовском крају, Словачка Република.

## Становништво
| Година:    | 1994. | 2004.    | 2014.   | 2024.   |
| ---------- | ----- | -------- | ------- | ------- |
| Број људи: | 684   | 831      | 795     | 777     |
| Разлика:   |       | +21,49 % | -4,33 % | -2,26 % |

| Година:    | 2023. | 2024.   |
| ---------- | ----- | ------- |
| Број људи: | 787   | 777     |
| Разлика:   |       | -1,27 % |

Према подацима о броју становника из 2011. године насеље је имало 824 становника.